# Solpugyla centralis
Solpugyla centralis är en spindeldjursart som beskrevs av Roewer 1933. Solpugyla centralis ingår i släktet Solpugyla och familjen Solpugidae. Inga underarter finns listade i Catalogue of Life.